# Yōsuke Kuroda
Yōsuke Kuroda (Japonés: 黒田 洋介;  Hepburn: Kuroda Yōsuke?) (Yokkaichi, Prefectura de Mie; 29 de marzo de 1968) es un guionista japonés de anime dueño de su propia empresa: Estudios Orphee. En 2003, Kuroda ganó el Premio Individual en el Octavo Evento de Animación, celebrado anualmente en la ciudad japonesa de Kōbe.[cita requerida]

## Filmografía

### Series de televisión
| Año  | Anime                                            | Estudio                    | Funciones                                                                     | Refs.                |
| ---- | ------------------------------------------------ | -------------------------- | ----------------------------------------------------------------------------- | -------------------- |
| 1995 | Tenchi Muyō!                                     | AIC                        | Guionista (#4, 9, 17, 21)                                                     | [ 1 ]                |
| 1996 | Mahō Shōjo Pretty Sammy                          | AIC                        | Composición de la serie Guionista (#1, 3, 8-9, 13, 16-17, 20-21, 23, 25-26)   | [ 2 ]                |
| 1997 | Battle Athletess Daiundōkai                      | AIC                        | Guionista (#5, 7, 9, 13, 15, 17)                                              | [ 3 ]                |
| 1998 | Trigun                                           | Madhouse                   | Composición de la serie Guionista (#1-26)                                     | [ 4 ]                |
| 1998 | Android Ana Maico 2010                           | Group TAC Animaruya        | Composición de la serie Guionista (#1-4, 8-9, 15-16, 19-24)                   | [ 5 ]                |
| 1999 | Dual! Parallel Lun-Lun Monogatari                | AIC                        | Composición de la serie Guionista (#1-2, 8, 13)                               | [ 6 ]                |
| 1999 | Omishi Mahō Gekijō: Risky★Safety                 | A.P.P.P.                   | Composición de la serie Guionista (#1-24)                                     | [ 7 ]                |
| 1999 | Mugen no Ryvius                                  | Sunrise                    | Composición de la serie Guionista (#1-8, 11-23)                               | [ 8 ] [ 9 ]          |
| 1999 | Heppoko Jikken Animation Excel♥Saga              | J.C.Staff                  | Guionista (#2-26)                                                             | [ 10 ] [ 11 ]        |
| 2000 | Kazemakase Tsukikage Ran                         | Madhouse                   | Guionista                                                                     | [ 12 ] [ 13 ]        |
| 2001 | s.CRY.ed                                         | Sunrise                    | Guionista (#1-26)                                                             | [ 14 ]               |
| 2001 | Kokoro Toshokan                                  | Studio Deen                | Composición de la serie Guionista (#1-13)                                     | [ 15 ]               |
| 2002 | Onegai☆Teacher                                   | Daume                      | Guionista (#1-13)                                                             | [ 16 ]               |
| 2002 | Tenchi Muyō! GXP                                 | AIC                        | Composición de la serie Guionista (#17)                                       | [ 17 ]               |
| 2002 | Rikujō Bōei-tai Mao-chan                         | Xebec                      | Composición de la serie Guionista (#1-21, 23-26)                              | [ 18 ]               |
| 2003 | Onegai☆Twins                                     | Daume                      | Guionista (#1-13)                                                             | [ 19 ]               |
| 2003 | Binzume Yōsei                                    | Xebec                      | Supervisor de archivo Letras de canciones temáticas (#OP, ED)                 | [ 20 ]               |
| 2003 | Gungrave                                         | Madhouse                   | Composición de la serie Guionista (#1-26) Concepto de la serie                | [ 21 ] [ 22 ]        |
| 2004 | Yumeria                                          | Studio Deen                | Composición de la serie Guionista (#1, 3-4)                                   | [ 23 ]               |
| 2004 | Madlax                                           | Bee Train                  | Composición de la serie Guionista (#1-26)                                     | [ 24 ]               |
| 2004 | Ring ni Kakero 1                                 | Toei Animation             | Composición de la serie Guionista                                             | [ 25 ]               |
| 2005 | Gokujō Seitokai                                  | J.C.Staff                  | Composición de la serie Guionista (#1-26) Letras de canciones temáticas (#ED) | [ 26 ]               |
| 2005 | Hachimitsu to Clover                             | J.C.Staff                  | Guionista (#1-24)                                                             | [ 27 ] [ 28 ]        |
| 2006 | Spider Riders: Oracle no Yūsha-tachi             | Bee Train                  | Composición de la serie Guionista                                             | [ 29 ]               |
| 2006 | Ring ni Kakero 1: Nichibei Kessen-hen            | Toei Animation             | Composición de la serie Guionista (#1-2, 6-7, 11-12)                          | [ 30 ]               |
| 2006 | Kishin Hōkō Demonbane                            | View Works                 | Composición de la serie Guionista (#1, 9-12)                                  | [ 31 ]               |
| 2006 | Hachimitsu to Clover II                          | J.C.Staff                  | Composición de la serie Guionista (#1-12)                                     | [ 32 ]               |
| 2007 | Ōkiku Furikabutte                                | A-1 Pictures               | Composición de la serie Guionista (#1-2, 8, 24)                               | [ 33 ] [ 34 ]        |
| 2007 | Spider Riders: Yomigaeru Taiyō                   | Bee Train                  | Composición de la serie Guionista (#4, 7-10, 12-14, 17-19, 21-22, 24-26)      | [ 35 ]               |
| 2007 | Mobile Suit Gundam 00                            | Sunrise                    | Composición de la serie Guionista (#1-25)                                     | [ 36 ]               |
| 2008 | Mobile Suit Gundam 00 Second Season              | Sunrise                    | Composición de la serie Guionista (#1-25)                                     | [ 37 ]               |
| 2009 | Phantom: Requiem for the Phantom                 | Bee Train                  | Composición de la serie Guionista (#1, 4, 17, 20, 24, 26)                     | [ 38 ]               |
| 2009 | Hayate no Gotoku!!                               | J.C.Staff                  | Composición de la serie Guionista (#10)                                       | [ 39 ]               |
| 2010 | Ōkiku Furikabutte: Natsu no Taikai-hen           | A-1 Pictures               | Composición de la serie Guionista (#1, 8-13)                                  | [ 40 ]               |
| 2010 | Ring ni Kakero 1: Kage Dō-hen                    | Toei Animation             | Composición de la serie Guionista (#1, 4, 6)                                  | [ 41 ]               |
| 2010 | Highschool of the Dead                           | Madhouse                   | Composición de la serie Guionista (#1-3, 5-8, 10-12)                          | [ 42 ] [ 43 ]        |
| 2011 | Ring ni Kakero 1: Sekai Taikai-hen               | Toei Animation             | Composición de la serie Guionista (#1, 4-6)                                   | [ 44 ]               |
| 2011 | Maken-Ki!                                        | AIC Spirits                | Composición de la serie Guionista (#1-2, 6, 8, 12)                            | [ 45 ]               |
| 2012 | Ano Natsu de Matteru                             | J.C.Staff                  | Guionista (#1-12) Asistencia de animación de diagramas (#8)                   | [ 46 ]               |
| 2012 | Jormungand                                       | White Fox                  | Composición de la serie Guionista (#1-12)                                     | [ 47 ]               |
| 2012 | Btooom!                                          | Madhouse                   | Guionista (#1-12)                                                             | [ 48 ] [ 49 ]        |
| 2013 | Gundam Build Fighters                            | Sunrise                    | Composición de la serie Guionista (#1-25)                                     | [ 50 ] [ 51 ]        |
| 2014 | SoniAni: Super Sonico The Animation              | White Fox                  | Guionista (#1-12)                                                             | [ 52 ]               |
| 2014 | Gundam Build Fighters Try                        | Sunrise                    | Composición de la serie Guionista (#1-25)                                     | [ 53 ]               |
| 2015 | Wooser no Sono Higurashi: Mugen-hen              | Sanzigen                   | Guionista (#2)                                                                | [ 54 ]               |
| 2015 | Valkyrie Drive: Mermaid                          | Arms                       | Composición de la serie Guionista (#1-4, 8-9, 11-12)                          | [ 55 ]               |
| 2016 | Boku no Hero Academia                            | Bones                      | Composición de la serie Guionista (#1-13)                                     | [ 56 ]               |
| 2016 | Sōshin Shōjo Matoi                               | White Fox                  | Composición de la serie Guionista (#1-12)                                     | [ 57 ]               |
| 2016 | Drifters                                         | Hoods Drifters Studio      | Guionista (#4-7, 10-12)                                                       | [ 58 ] [ 59 ]        |
| 2017 | Boku no Hero Academia 2nd Season                 | Bones                      | Composición de la serie Guionista (#14-38)                                    | [ 60 ]               |
| 2017 | ID-0                                             | Sanzigen                   | Composición de la serie Guionista (#1-12)                                     | [ 61 ]               |
| 2017 | Battle Girl High School                          | Silver Link                | Composición de la serie                                                       | [ 62 ]               |
| 2018 | Boku no Hero Academia 3rd Season                 | Bones                      | Composición de la serie Guionista (#39-63)                                    | [ 63 ]               |
| 2018 | Sword Art Online Alternative Gun Gale Online     | 3Hz                        | Composición de la serie Guionista (#1-12)                                     | [ 64 ]               |
| 2018 | Goblin Slayer                                    | White Fox                  | Guionista (#2, 5-7, 10)                                                       | [ 65 ]               |
| 2019 | Boku no Hero Academia 4th Season                 | Bones                      | Composición de la serie Guionista (#64-88)                                    | [ 66 ]               |
| 2021 | 2.43: Seiin Kōkō Danshi Volley-bu                | David Production           | Composición de la serie Guionista (#1-12)                                     | [ 67 ]               |
| 2021 | Boku no Hero Academia 5th Season                 | Bones                      | Composición de la serie Guionista (#89-113)                                   | [ 68 ]               |
| 2022 | Birdie Wing: Golf Girls' Story                   | Bandai Namco Pictures      | Composición de la serie Guionista (#1-13)                                     | [ 69 ]               |
| 2022 | Boku no Hero Academia 6h Season                  | Bones                      | Composición de la serie Guionista (#114-138)                                  | [ 70 ]               |
| 2023 | Birdie Wing: Golf Girls' Story Season 2          | Bandai Namco Pictures      | Composición de la serie Guionista (#1-12)                                     | [ 71 ]               |
| 2023 | Mashle                                           | A-1 Pictures               | Composición de la serie Guionista (#1-12)                                     | [ 72 ]               |
| 2024 | Mashle: Kami Satoru-sha Kōho Senbatsu Shiken-hen | A-1 Pictures               | Composición de la serie Guionista (#13-24)                                    | [ 73 ] [ 74 ]        |
| 2024 | Boku no Hero Academia 7h Season                  | Bones                      | Composición de la serie Guionista (#139-159)                                  | [ 75 ] [ 76 ] [ 77 ] |
| 2024 | Sword Art Online Alternative Gun Gale Online II  | 3Hz                        | Composición de la serie Guionista (#1-12)                                     | [ 78 ]               |
| 2025 | Vigilante: Boku no Hero Academia Illegals        | Bones Film                 | Composición de la serie Guionista (#1-13)                                     | [ 79 ]               |
| 2025 | Boku no Hero Academia: Final Season              | Bones                      | Composición de la serie                                                       | [ 80 ]               |
| 2026 | Eleceed                                          | DandeLion Animation Studio | Composición de la serie                                                       | [ 81 ]               |

### Películas
| Año  | Anime                                                          | Estudio | Funciones | Refs.  |
| ---- | -------------------------------------------------------------- | ------- | --------- | ------ |
| 2010 | Mobile Suit Gundam 00 the Movie: A Wakening of the Trailblazer | Sunrise | Guionista | [ 82 ] |
| 2011 | s.CRY.ed Alteration I: Tao                                     | Sunrise | Guionista | [ 83 ] |
| 2012 | s.CRY.ed Alteration II: Quan                                   | Sunrise | Guionista | [ 84 ] |
| 2018 | Boku no Hero Academia the Movie 1: Futari no Hero              | Bones   | Guionista | [ 85 ] |
| 2019 | Boku no Hero Academia the Movie 2: Heroes:Rising               | Bones   | Guionista | [ 86 ] |
| 2021 | Boku no Hero Academia: The Movie 3: World Heroes Mission       | Bones   | Guionista | [ 87 ] |

### ONAs
| Año  | Anime                                                       | Estudio     | Funciones                                                          | Refs.         |
| ---- | ----------------------------------------------------------- | ----------- | ------------------------------------------------------------------ | ------------- |
| 2020 | Boku no Hero Academia: Ikinokore! Kesshi no Survival Kunren | Bones       | Composición de la serie Guionista (#1-2)                           | [ 88 ]        |
| 2022 | Mobile Suit Gundam 00: Revealed Chronicle                   | Sunrise     | Guionista                                                          | [ 89 ]        |
| 2022 | Bastard!!: Ankoku no Hakaishin                              | Liden Films | Composición de la serie Guionista (#1-2, 6-7, 10-13, 16-17, 22-24) | [ 90 ] [ 91 ] |
| 2023 | Bastard!!: Ankoku no Hakaishin Season 2                     | Liden Films | Composición de la serie Guionista (#25-39)                         |               |

### OVAs
| Año  | Anime                                                                                           | Estudio                              | Funciones                                      | Refs.           |
| ---- | ----------------------------------------------------------------------------------------------- | ------------------------------------ | ---------------------------------------------- | --------------- |
| 1993 | Tenchi Muyō! Ryōōki: Omatsuri Zenjitsu no Yoru!                                                 | AIC                                  | Guionista                                      | [ 92 ]          |
| 1994 | Tenchi Muyō! Ryōōki 2nd Season                                                                  | AIC                                  | Guionista (#1-6)                               | [ 93 ]          |
| 1995 | Mahō Shōjo Pretty Sammy                                                                         | AIC                                  | Guionista (#1-3)                               | [ 94 ]          |
| 1996 | Fire Emblem                                                                                     | Studio Fantasia                      | Guionista (#1-2)                               | [ 95 ]          |
| 1996 | Tattoon Master                                                                                  | AIC                                  | Guionista (#1-2)                               | [ 96 ]          |
| 1996 | Panzer Dragoon                                                                                  | Production I.G General Entertainment | Guionista                                      | [ 97 ]          |
| 1996 | Variable Geo                                                                                    | Chaos Project                        | Guionista (#1-3)                               | [ 98 ]          |
| 1997 | Jungle de Ikō!                                                                                  | Studio Fantasia Chaos Project        | Guionista (#1-3)                               | [ 99 ]          |
| 1997 | Photon                                                                                          | AIC                                  | Composición de la serie Guionista (#1-2, 4, 6) | [ 100 ]         |
| 1998 | Geobreeders: File-X Chibi Neko Dakkan                                                           | Chaos Project                        | Guionista (#1-3)                               | [ 101 ]         |
| 2000 | Geobreeders 2: Mōryō Yūgekitai File-XX Ransen Toppa                                             | Chaos Project                        | Guionista (#1-4)                               | [ 102 ]         |
| 2001 | Puni Puni☆Poemii                                                                                | J.C.Staff                            | Composición de la serie Guionista (#1-2)       | [ 103 ]         |
| 2002 | Onegai☆Teacher: Himitsu na Futari                                                               | Daume                                | Guionista                                      | [ 88 ]          |
| 2003 | Milkyway                                                                                        | Datama Film                          | Guionista (#1)                                 | [ 104 ]         |
| 2003 | Tenchi Muyō! Ryōōki 3rd Season                                                                  | AIC                                  | Composición de la serie Guionista (#1-6)       | [ 105 ]         |
| 2004 | Onegai☆Twins: Natsu wa Owaranai                                                                 | Daume                                | Guionista                                      | [ 106 ]         |
| 2005 | Saint Seiya: Meiō Hades Meikai-hen                                                              | Toei Animation                       | Composición de la serie                        | [ 107 ]         |
| 2006 | Hellsing Ultimate                                                                               | Satelight Madhouse                   | Composición de la serie Guionista (#1, 3, 6-7) | [ 108 ] [ 109 ] |
| 2008 | Saint Seiya: Meiō Hades Elysion-hen                                                             | Toei Animation                       | Composición de la serie                        | [ 110 ]         |
| 2009 | Hayate no Gotoku!!: Atsu ga Natsuize - Mizugi-hen!                                              | J.C.Staff                            | Composición de la serie                        | [ 111 ]         |
| 2009 | Mobile Suit Gundam 00 Special Edition                                                           | Sunrise                              | Guionista                                      | [ 88 ]          |
| 2014 | Ano Natsu de Matteru: Bokutachi wa Kōkō Saigo no Natsu wo Sugoshinagara, Ano Natsu de Matteiru. | J.C.Staff                            | Guionista                                      | [ 112 ] [ 113 ] |

### Especiales
| Año  | Anime                                    | Estudio | Funciones        | Refs.   |
| ---- | ---------------------------------------- | ------- | ---------------- | ------- |
| 1999 | Dual! Parallel Runrun Monogatari Special | AIC     | Guionista        | [ 114 ] |
| 2002 | Onegai☆Teacher: Marie, Ai no Gekijō      | Daume   | Guionista        | [ 88 ]  |
| 2010 | Mokei Senshi Gunpla Builders Beginning G | Sunrise | Guionista (#1-3) | [ 115 ] |